# HAT-P-6
HAT-P-6 die sinds 17 december 2019 officieel de naam Sterrennacht heeft gekregen, is een ster in het sterrenbeeld Andromeda gelegen op een afstand van zo'n 895 lichtjaar of 274 parsecs van de aarde. De ster is een F-type ster, wat aanduidt dat de ster heter en zwaarder is dan de zon. De magnitude van de ster is +10,54, wat betekent dat de ster alleen zichtbaar is door middel van een telescoop. De absolute magnitude van +3,36 is helderder dan die van de zon (+4,83). Een poging tot het vinden van een tweelingster waarbij adaptieve optiek door het MMT-observatorium werd gebruikt resulteerde negatief.
Rond HAT-P-6 draait exoplaneet HAT-P-6b die door HatNet op 15 oktober 2007 werd ontdekt. De massa van de planeet bedraagt 5,7% meer dan die van Jupiter, maar de radius is daarentegen wel 33% wijder, waardoor de dichtheid van de planeet 0,45 g/cm³ bedraagt. Het grote formaat in tegenstelling tot de massa van de planeet is te verklaren door de grote hoeveelheid warmte die de planeet ontvangt van zijn naburige ster. Door de warmte dijt de atmosfeer uit. De omlooptijd van HAT-P-6b rond zijn ster bedraagt 3,852985 dagen. De afstand tot zijn zon bedraagt 0,05235 AE.

## Naamgeving
op 6 juni 2019 werd bekend dat Nederland deze ster een naam mag gaan geven in het kader van het 100-jarig bestaan van de Internationale Astronomische Unie (IAU). De IAU schreef een competitie uit genaamd, IAU100 NameExoWorlds waarbij elk land dat lid is van de IAU een planeet krijgt toegewezen die zij samen met hun publiek een naam mochten geven. Nederland heeft de ster HAT-P-6 en zijn planeet HAT-P-6b toegewezen gekregen.
In oktober kwam het Nationale Comité van sterrenkundigen met een shortlist van de namen die voor de planeet en ster gekozen kunnen worden, waarvan de eerste de planeet is en de tweede de zon.
- Brandaris – Vuurduin
- Cruquirus – Leeghwater
- Exomna – Hurstrga
- Nachtwacht – Sterrennacht
- Nijntje – Moederpluis

Uit de vijf mogelijkheden werd  Nachtwacht en Sterrennacht verkozen.